# Lijst van burgemeesters van Zwartewaterland
Dit is een lijst van burgemeesters van de Nederlandse gemeente Zwartewaterland in de provincie Overijssel.
De gemeente Zwartewaterland is opgericht op 1 januari 2001 en komt voort uit de voormalige gemeenten Genemuiden, Zwartsluis en Hasselt.
| Ambtsperiode                    | Naam burgemeester   | Partij of stroming | Bijzonderheden                 |
| ------------------------------- | ------------------- | ------------------ | ------------------------------ |
| 1 januari 2001 - 1 januari 2005 | Tin (W.J.) Plomp    | CDA                | was burgemeester van Staphorst |
| 1 januari 2005 - 1 juni 2005    | Jaap (J.) van Dijk  | CDA                | waarnemend                     |
| 1 juni 2005 - 2010              | Arco (A.C.) Hofland | CDA                |                                |
| 2010 - 2011                     | Jaap (J.) van Dijk  | CDA                | waarnemend                     |
| 14 januari 2011 - heden         | Eddy (E.J.) Bilder  | CDA                |                                |